# Ryan Thomas
Ryan Jared Thomas (* 20. Dezember 1994 in Te Puke) ist ein neuseeländisch-englischer Fußballspieler. Er ist momentan beim niederländischen Zweitligisten PEC Zwolle im zentralen Mittelfeld aktiv.

## Karriere

### Verein
Der in Te Puke geborene Thomas begann mit dem Fußballspielen beim neuseeländischen Verein Melville United. 2011 ging er zu Waikato FC. Am 23. Oktober 2011 debütierte er bei der 1:5-Heimniederlage gegen Auckland City FC im Trikot Waikatos. Am 18. Februar 2012 erzielte Thomas sein erstes Tor im Profifußball, als er bei der 2:4-Heimpleite gegen Hawke’s Bay United, den zwischenzeitlichen 1:2-Anschlusstreffer erzielte. 2013 folgte er seinem Förderer und Trainer bei Waikato Duncan Edge zum Western Suburbs FC, einem Fusionsverein der Olé Football Academy.
Zur Saison 2013/14 wechselte Ryan Thomas in die 2. Mannschaft des niederländischen Erstligisten PEC Zwolle. Dort wurde er bereits am 16. Oktober 2013 in die erste Mannschaft befördert. Sein Debüt bestritt er am 2. November beim 1:1-Unentschieden gegen PSV Eindhoven. Beim 3:1-Heimsieg gegen Roda JC Kerkrade avancierte Thomas zum Matchwinner. In der 19. Minute erzielte er die 1:0-Führung für seinen Verein, welches zugleich sein erster Pflichtspieltreffer war. In der 77. Minute provozierte er ein Foul im Strafraum Rodas, welches einen Elfmeterpfiff zur Folge hatte. Der fällige Elfmeter wurde von Guyon Fernandez verwandelt. In der Saison 2013/14 gewann er mit PEC Zwolle den KNVB-Pokal. Im Finale konnte er mit zwei frühen Treffern, in Minute 8 und 12, den Weg zum Sieg gegen Ajax Amsterdam ebnen. In der nächsten Saison 2014/15 gewann Zwolle den Johan Cruijff Schaal und sie konnten erneut das Finale des KNVB-Pokals erreichen, welches jedoch mit 0:2 gegen den FC Groningen verloren ging. 2015 wurde er zu Ozeaniens Fußballer des Jahres gekürt.
Am 10. August 2018 wurde sein Wechsel zum Ligakonkurrenten PSV Eindhoven bekannt gegeben. Am 22. August zog er sich im Training eine schwere Knieverletzung zu und fiel für die gesamte Saison 2018/19 aus. Am 6. Oktober 2019 (9. Spieltag) gab er knapp ein-einhalb Jahre nach seinem letzten Pflichtspiel, sein Debüt für PSV, als er beim 4:1-Heimsieg gegen die VVV-Venlo in der Schlussphase eingewechselt wurde. Am 8. Februar 2020 (22. Spieltag) erzielte er beim 3:0-Heimsieg gegen Willem II Tilburg sein erstes Ligator für die Boeren. In dieser Spielzeit 2019/20 absolvierte er elf Ligaspiele, in denen ihm zwei Tore und genauso viele Vorlagen gelangen. 2021 gewann er zwar erneut die Johan Crujff Schaal, doch ein Jahr später wurde sein Vertrag nicht mehr weiter verlängert.
Nach kurzer Vereinslosigkeit kehrte er im Oktober 2022 zum PEC Zwolle zurück. Für den Zweitligisten absolvierte er bis zum Saisonende 18 Ligaspiele und schaffte den Aufstieg in die Eredivisie.

### Nationalmannschaft
Im Jahr 2013 absolvierte Thomas sieben Partie für die A-Nationalmannschaft neuseeländische U-21-Auswahl, drei davon während der Weltmeisterschaft in der Türkei. Außerdem gewann er die U-20-Ozeanienmeisterschaft auf Fidschi und schoss dabei in drei Begegnungen einen Treffer.
Für die A-Nationalmannschaft debütierte Ryan Thomas dann am 5. März 2014 bei der 2:4-Testspielniederlage in Japan. Bis 2019 absolvierte er insgesamt 19 Partien und erzielte dabei drei Treffer.

## Erfolge

### Verein

#### PEC Zwolle
- KNVB-Pokal: 2014
- Johan Crujff Schaal: 2014

#### PSV Eindhoven
- Johan Crujff Schaal: 2021

### Nationalmannschaft
- U-20-Ozeanienmeister: 2013

### Individuell
- Ozeaniens Fußballer des Jahres: 2015